# Nyahkur
Cet article concerne le peuple nyahkur. Pour la langue nyahkur, voir Nyahkur (langue).

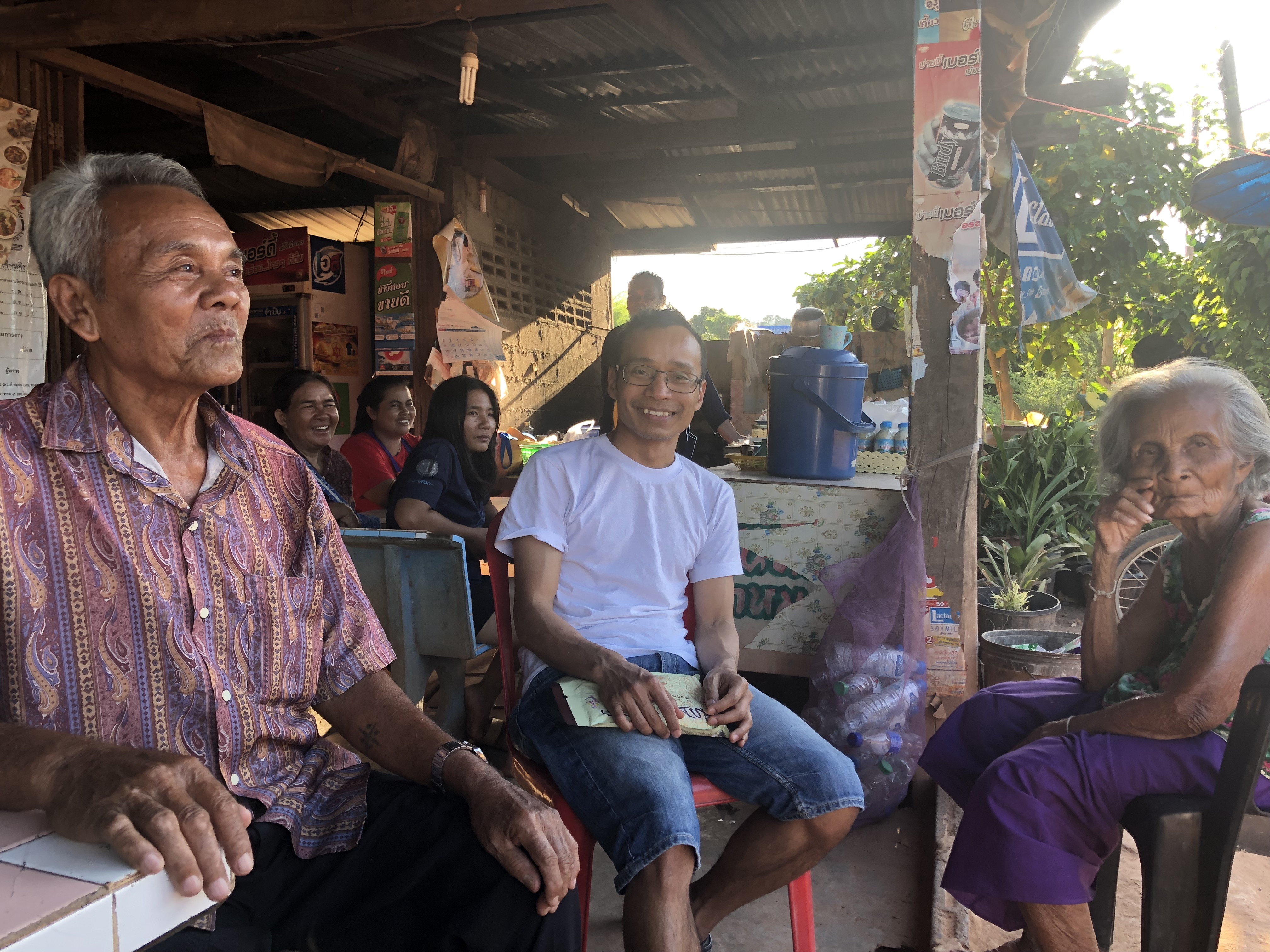
Deux Nyahkur âgés (à droite et à gauche).

Les Nyahkur, que les Thaïs appellent Chao-bon (ชาวบน), sont une population habitant le centre de la Thaïlande et les provinces de Phetchabun dans le nord et de Nakhon Ratchasima et Chaiyaphum dans le nord-est du pays. Ils sont au nombre de 10 000 environ.
La langue nyahkur fait partie du même groupe dit "monique" des langues môn-khmer que la langue môn. L'intégration des Nyahkur dans la société thaïlandaise fait que le nombre de locuteurs de leur langue décroît rapidement.